# Vichtitsa
Vichtitsa ou Vištica (en macédonien Виштица, en albanais Vishtica) est un village du nord de la Macédoine du Nord, situé dans la municipalité de Lipkovo. Le village comptait 991 habitants en 2002. Il est majoritairement albanais.

## Démographie
Lors du recensement de 2002, le village comptait :
- Albanais : 984
- Autres : 7